# Lorenz Pieper
Lorenz Pieper (* 15. Mai 1875 in Eversberg; † 30. Januar 1951 in Meschede) war ein katholischer Priester. Er war ein früher Anhänger und Propagandist der völkischen Bewegung und des Nationalsozialismus. Als Anstaltsgeistlicher in Warstein lehnte er die Euthanasie im Rahmen der Aktion T4 ab und begann sich vom Nationalsozialismus zu lösen.

## Leben
Pieper stammte aus einer kinderreichen Familie aus Eversberg. Sein Bruder war August Pieper, der Leiter des Volksvereins für das katholische Deutschland.
Lorenz Pieper studierte Philosophie und Theologie am Leokonvikt in Paderborn und in Freiburg im Breisgau. Während seines Studiums wurde er 1896 Mitglied der KDStV Teutonia Fribourg im CV. Im Jahr 1899 wurde er zum Priester geweiht. Er arbeitete als Religionslehrer in Wattenscheid. Um 1903 studierte er Nationalökonomie in Berlin und München und promovierte bei Lujo Brentano mit der Arbeit Die Lage der Bergarbeiter im Ruhrgebiet zum Dr. rer. pol. Bereits während des Studiums kam er in Kontakt mit der Richtung eines nationalen und antiultramontanen Katholizismus.
Er galt wegen seiner Dissertation als Experte für Bergarbeiterverhältnisse und äußerte sich zu damit zusammenhängenden sozialpolitischen Themen oder während der großen Streiks im Ruhrgebiet verschiedentlich in Zeitschriftenaufsätzen. Zwischen 1903 und 1917 war er Mitarbeiter beim Volksverein für das katholische Deutschland in Mönchengladbach.
Er war von 1917 bis 1923 Vikar in Hüsten. Daneben war er im rechten politischen Spektrum aktiv. Er war Mitglied im Deutschvölkischen Schutz- und Trutzbund und war führend im dortigen Jungdeutschen Orden tätig. Gegen seine republikfeindlichen und judenfeindlichen Äußerungen selbst von der Kanzel legten nicht nur die örtliche jüdische Gemeinde, sondern auch der Amtsbürgermeister Rudolf Gunst Beschwerde beim zuständigen Generalvikariat ein.
Pieper trat bereits 1922 oder 1923 in die NSDAP ein. Von Ostern 1923 an lebte er in München und stand im engen Kontakt mit Adolf Hitler. Für die Partei war er als Propagandist tätig. Insbesondere im Sommer 1923 spielte er eine wichtige Rolle. Er gewann neue Mitglieder in den katholischen Regionen in Süddeutschland mit dem Einsatz einer vom Katholizismus inspirierten Sprache. Auch nach seiner Rückkehr nach Westfalen blieb er Hitler treu und bezeichnete dessen Freilassung aus dem Gefängnis im Jahr 1924 als Weihnachtsgeschenk Gottes. Mit Hitler stand er auch später noch brieflich in Kontakt und wurde mit dem Goldenen Parteiabzeichen geehrt. Der neugegründeten NSDAP trat er zum 12. August 1925 bei (Mitgliedsnummer 15.406).
Am 23. Oktober 1923 trat Pieper zunächst stellvertretend und ab 3. April 1924 auch hauptamtlich die Stelle des Pfarrvikars in Wehrden (Weser) an. Im September 1928 verließ er Wehrden und wurde Pfarrvikar in Menden-Halingen. Auch dort agitierte er wieder von der Kanzel aus für seine politischen Ansichten. Dies war umso wirkungsvoller, weil er ansonsten seinen Seelsorgerberuf sehr ernst nahm und durch seine Mildtätigkeit und Hilfsbereitschaft in der Bevölkerung sehr beliebt war. Er stellte etwa Ratsuchenden seine ökonomischen Kenntnisse zur Verfügung und bewahrte so einige kleine Landbesitzer vor dem Konkurs.
In engen Kontakt stand er mit den teilweise völkischen Heimatschriftstellern Maria Kahle und Josefa Berens-Totenohl. Er selbst schrieb für die Trutznachtigall des Sauerländer Heimatbundes und hatte schon 1920 im völkischen Sinn über die Sauerländer und ihre angebliche Stammeseigenart geschrieben.
Er geriet wegen seiner politischen Positionen immer wieder in Konflikt mit Amtsbrüdern und vorgesetzten kirchlichen Stellen. Schließlich wurde er am 15. Januar 1933 seines Amtes als Pfarrvikar in Menden-Halingen enthoben, und jede politische Tätigkeit wurde ihm vom Erzbistum Paderborn untersagt. Er kehrte nach Eversberg zurück und war 1934 Mitbegründer des Eversberger Heimatmuseums. Nach deiner kurzen Tätigkeit als Schulrat in Arnsberg wurde er Ende 1934 Anstaltspfarrer in Marienthal bei Münster und ab 1936 Anstaltsgeistlicher in Warstein.
Trotz seiner nationalsozialistischen Gesinnung wandte er sich 1941 in einem Protestschreiben an die Warsteiner Klinikärzte, an Geistliche anderer Kliniken und an die deutschen Bischöfe gegen die Aktion T4. Aus diesem Grund wurde er abermals seines Amtes enthoben. Verwandte von Patienten forderte er auf, ihre Angehörigen nach Hause zu holen. Sein Einsatz führte zu einem Parteigerichtsverfahren und 1942 zu seiner Zwangspensionierung. Nach Kriegsende strengte er erste Ermittlungen gegen die für die Euthanasie verantwortlichen Ärzte und Verwaltungsbeamte in Westfalen an. Bis zu seinem Tod wohnte er unter bescheidensten Bedingungen im Heimatmuseum in Eversberg. Er durfte an den Seitenaltären der Kirche in Eversberg Gottesdienste zelebrieren; zu predigen war ihm allerdings verboten.